# Miss May I
Miss May I – amerykański zespół muzyczny wykonujący metalcore. Powstał w 2006 roku w Troy w stanie Ohio w składzie: Levi Benton, Justin Aufdemkampe, B.J. Stead, Jerod Boyd oraz Ryan Neff. W rok później Neffa zastąpił Josh Gillispie. 
Debiutancki album studyjny formacji zatytułowany Apologies Are for the Weak ukazał się w 2009 roku nakładem Rise Records. Płyta zadebiutowała na 29. miejscu listy Billboard Top Heatseekers. Pochodzący z wydawnictwa utwór „Forgive and Forget” znalazł się na ścieżce dźwiękowej do filmu Piła VI w reżyserii Kevina Greuterta. 
W 2009 roku Ryan Neff powrócił do zespołu. Drugi album studyjny Miss May I pt. Monument ukazał się w 2010 roku. Płyta dotarła do 76. miejsca listy Billboard 200.

## Muzycy
Obecny skład zespołu
- Levi Benton – wokal prowadzący (od 2006)
- Justin Aufdemkampe – gitara prowadząca (od 2006)
- B.J. Stead – gitara rytmiczna (od 2006)
- Jerod Boyd – perkusja (od 2006)
- Ryan Neff – gitara basowa, wokal (2006-2007, od 2009)

Byli członkowie zespołu
- Josh Gillispie – gitara basowa, wokal (2007–2009)

## Dyskografia
- Vows for a Massacre (EP, 2008, wydanie własne)
- Apologies Are for the Weak (2009, Rise Records)
- Monument (2010, Rise Records)
- At Heart (2012, Rise Records)
- Rise of the Lion (2014, Rise Records)
- Deathless (2015, Rise Records)
- Shadows Inside (2017, SharpTone Records)